# Eleccions regionals de Trentino-Tirol del Sud de 1964
Les eleccions regionals de Trentino-Tirol del Sud de 1964 per a escollir el primer Consell Regional del Trentino-Tirol del Sud se celebraren el 15 de novembre de 1964. La participació fou del 90,2%.

## Resultats

### Total regional
| Partits                                      | vots    | %      | Escons |
| -------------------------------------------- | ------- | ------ | ------ |
| Democràcia Cristiana Italiana                | 168.088 | 36,64  | 19     |
| Südtiroler Volkspartei                       | 134.188 | 29,25  | 16     |
| Partit Socialista Italià                     | 37.496  | 8,17   | 4      |
| Partit Socialista Democràtic Italià          | 27.534  | 6,00   | 3      |
| Partit Comunista Italià                      | 20.747  | 4,52   | 2      |
| Moviment Social Italià                       | 18.240  | 3,98   | 2      |
| Partit Liberal Italià                        | 17.775  | 3,88   | 2      |
| Partit Popular Trentino Tirolès              | 13.756  | 3,00   | 2      |
| Alleanza Contadina Artigiana                 | 6.307   | 1,37   | 1      |
| Partit Socialista Italià d'Unitat Proletària | 6.079   | 1,33   | -      |
| Tiroler Heimatpartei                         | 5.258   | 1,15   | 1      |
| Moviment Democràtic de Treballadors Italians | 1.836   | 0,40   | -      |
| Partit Republicà Italià                      | 1.409   | 0,31   | -      |
| Total                                        | 458.713 | 100,00 | 52     |

Font: Regione Trentino-Alto Adige

### Província de Trento
| Partit                              | vots    | %      | Escons |
| ----------------------------------- | ------- | ------ | ------ |
| Democràcia Cristiana Italiana       | 138.492 | 57,77  | 16     |
| Partit Socialista Italià            | 25.716  | 10,73  | 3      |
| Partit Socialista Democràtic Italià | 19.165  | 7,99   | 2      |
| Partit Popular Trentino Tirolès     | 13.756  | 5,74   | 2      |
| Partit Comunista Italià             | 12.696  | 5,30   | 1      |
| Partit Liberal Italià               | 12.362  | 5,16   | 1      |
| Alleanza Contadina Artigiana        | 6.307   | 2,63   | 1      |
| Moviment Social Italià              | 4.625   | 1,93   | 1      |
| altres                              | 6.596   | 2,75   | -      |
| Total                               | 239.715 | 100,00 | 27     |

Font: Regione Trentino-Alto Adige

### Província de Bolzano
| Partits                             | voti    | %      | seggi |
| ----------------------------------- | ------- | ------ | ----- |
| Südtiroler Volkspartei              | 134.188 | 61,27  | 16    |
| Democràcia Cristiana Italiana       | 29.596  | 13,52  | 3     |
| Moviment Social Italià              | 13.615  | 6,22   | 1     |
| Partit Socialista Italià            | 11.780  | 5,38   | 1     |
| Partit Socialista Democràtic Italià | 8.369   | 3,82   | 1     |
| Partit Comunista Italià             | 8.051   | 3,68   | 1     |
| Partit Liberal Italià               | 5.413   | 2,47   | 1     |
| Tiroler Heimatpartei                | 5.258   | 2,40   | 1     |
| altres                              | 2.728   | 1,25   | -     |
| Total                               | 218.998 | 100,00 | 25    |

Font: Regió Trentino-Alto Adige